# Il Mattatore (programma televisivo)
Il Mattatore fu un programma televisivo trasmesso dalla Rai nel 1959 sull'allora Programma Nazionale (poi Rai 1). Prodotto da Sergio Bernardini,era articolato in dieci puntate tematiche suddivise in due brevi cicli di cinque puntate, fu mandato in onda il mercoledì sera dal 4 febbraio al 22 aprile.
Fu una delle prime trasmissioni della RAI, che aveva iniziato la programmazione da pochi anni.

## Cast
Il Mattatore del titolo era l'attore Vittorio Gassman - ironico istrione - accompagnato dagli attori, di formazione teatrale, Marina Bonfigli, Paolo Ferrari, Carlo Romano ed Enrico Viarisio.
La regia televisiva era di Daniele D'Anza. Le scenografie delle puntate erano firmate da differenti scenografi: Mario Chiari, Giulio Coltellacci, Pierluigi Pizzi, Piero Zuffi, Lucio Lucentini, Gianni Polidori, Veniero Colasanti, Cesarini da Senigallia. I costumi erano di Danilo Donati e le coreografie di Gisa Geert.
La musiche erano di Fiorenzo Carpi e Piero Umiliani. Dal programma furono ricavati anche alcuni album discografici della Fonit Cetra con stralci di numeri per lo più recitati da Gassman. La sigla della trasmissione - la canzone Matador, su testo di Vittorio Gassman e musica di Piero Umiliani, recitava fra l'altro:
()

## Unospettacolo misto
I testi degli sketch in cui erano suddivise le puntate erano firmati da Gassman e dal commediografo Federico Zardi. A due puntate contribuirono anche Guido Rocca e Indro Montanelli.
Secondo l'Enciclopedia della televisione, "L'impossibilità di incasellare il programma in un genere preciso ha spinto la RAI a definire questa sua pregevole produzione come 'spettacolo misto', fluida convivenza di una pluralità di generi e di registri".
Si può quindi considerare questo programma - sempre secondo l'Enciclopedia - una sorta di antesignano dei contenitori TV e un unicum televisivo (esperienza per certi versi irripetibile, anche se poi Beppe Grillo e Roberto Benigni, fra gli altri, tenteranno di percorrere la medesima strada).
I testi erano presentati attraverso un miscuglio di stili, fra il varietà e il teatro classico, con scarti e improvvisazioni esasperati fino alla parodia e tali da spiazzare a volte lo spettatore.
I riferimenti alla politica (sempre filtrati dalla prudenza che la censura governativa e la RAI imponevano) e ai temi del costume di quel periodo (la fine degli anni cinquanta e l'approssimarsi del boom economico) sono ancor più presenti nel secondo ciclo di cinque puntate, trasmesso verso l'aprile del 1959. Bersagli della satira erano in particolare i protagonisti del mondo della politica, del giornalismo, del cinema. Da vero 'matador', "Gassman [...] con l'esuberanza delle sue gigionesche esibizioni [...] gioca con sé e con le sue prede (sicuro dominatore di entrambi) prima di finirle".

## Il film e il corso per Mattatori
Nello stesso anno fu girato un film con Gassman con lo stesso titolo della trasmissione, Il mattatore, diretto da Dino Risi.
Nel 1999 Canale 5 propose in seconda serata un varietà in cinque puntate intitolato Il Mattatore. Corso accelerato di piccole verità, in cui Gassman svelava i segreti del mestiere; la prima puntata andò in onda il 19 giugno alle ore 23:00.